# Ernesto Hoost
Ernesto Frits Hoost (ur. 11 lipca 1965 w Heemskerk) – utytułowany holenderski kick-bokser, czterokrotny mistrz K-1 World Grand Prix.

## Kariera sportowa
Sporty walki zaczął uprawiać w wieku 15 lat. Swój pierwszy tytuł zdobył w październiku 1987 roku, zostając mistrzem Holandii w boksie tajskim. Wkrótce potem, w 1988 roku, przeszedł na zawodowstwo. W kolejnych latach zdobywał tytuły mistrzowskie w boksie tajskim, savate i kick-boxingu.
W 1993 roku zadebiutował w K-1, biorąc udział w pierwszym historycznym turnieju o mistrzostwo K-1 Grand Prix w Tokio. Zajął drugie miejsce – w finale przegrał przez nokaut z Branko Cikaticiem. W tym samym roku został w Tokio mistrzem K-1 w wadze półciężkiej (K-2 Grand Prix).
W ciągu następnych lat ugruntował swoją pozycję w światowej elicie kick-boxingu, jedenastokrotnie występując w Finale K-1 World GP. Wygrał cztery razy (1997, 1999, 2000, 2002), co czyni go obok Semmy'ego Schilta najbardziej utytułowanym zawodnikiem K-1 w historii.
Zawodniczą karierę po raz pierwszy zakończył w 2006 roku, gdy przegrał w półfinale K-1 World GP z broniącym tytułu Semmym Schiltem. Powrócił jednak do startów po 8-letniej przerwie w 2014 roku.
19 października 2014 roku, mając 49 lat, pokonał w Japonii przez jednogłośną decyzję swojego rodaka i rywala z czasów występów w K-1, Petera Aertsa, zdobywając wakujące mistrzostwo WKO w wadze ciężkiej.
Jest trenerem kick-boxingu oraz komentatorem sportów walki. W Amsterdamie prowadzi własny gym "Team Mr. Perfect". Wśród jego podopiecznych byli m.in. Paweł Słowiński, Pat Barry, Tyrone Spong, Fiodor Jemieljanienko i Joanna Jędrzejczyk.

## Osiągnięcia
- 2014: Mistrz Świata WKO w wadze ciężkiej (Osaka)
- 2002: Mistrz K-1 World GP
- 2001: K-1 World GP w Melbourne – 1. miejsce
- 2000: Mistrz K-1 World GP
- 2000: K-1 World GP w Nogoi – 2. miejsce
- 1999: Mistrz K-1 World GP
- 1997: Mistrz K-1 World GP
- 1994: Mistrz Świata ISKA full contact w wadze półciężkiej (Marsylia)
- 1993: Mistrz K-2 Grand Prix (Tokio)
- 1990: Mistrz Świata WKA (Amsterdam)
- 1989: Mistrz Świata w boksie tajskim (Amsterdam)
- 1989: Mistrz Świata w savate (Paryż)
- 1988: Mistrz Europy WKA (Strasburg)
- 1988: Mistrz Europy ISKA full contact (Hawr)
- 1988: Mistrz Europy w savate (Strasburg)
- 1988: Mistrz Europy w boksie tajskim (Arnhem)
- 1987: Mistrz Holandii w boksie tajskim (Amsterdam)